# Nikanoria pavlovskii
Nikanoria pavlovskii är en stekelart som beskrevs av Nikol'skaya 1955. Nikanoria pavlovskii ingår i släktet Nikanoria och familjen kragglanssteklar.
Artens utbredningsområde är Tadzjikistan. Inga underarter finns listade i Catalogue of Life.